# Gnophos ardekana
Gnophos ardekana là một loài bướm đêm trong họ Geometridae.